# Chodová Planá (stacja kolejowa)
Chodová Planá – stacja kolejowa w Chodovej Planie, w kraju pilzneńskim, w Czechach. Położona jest na wysokości 535 m n.p.m.
Na stacji nie ma możliwości zakupu biletów, a obsługa podróżnych odbywa się w pociągu.

## Linie kolejowe
- 170 Beroun – Plzeň – Cheb